# Little Kanawha River
Der Little Kanawha River ist ein 269 Kilometer langer linker Nebenfluss des Ohio River im US-Bundesstaat West Virginia. Er entwässert ein 6009 km² großes Gebiet des Allegheny Plateaus.

## Verlauf
Der Little Kanawha River entspringt im südlichen Upshur County, 32 km südlich von Buckhannon und fließt vorwiegend in nordwestliche Richtung. Er durchfließt die Countys Lewis, Braxton, Gilmer, Calhoun, Wirt sowie Wood und mündet schließlich bei Parkersburg in den Ohio River. 
Das United States Army Corps of Engineers erbaute 1976 nahe Burnsville einen Staudamm, der seither den Burnsville Lake staut.

### Nebenflüsse
Zu den wichtigsten Nebenflüssen zählen Right Fork Little Kanawha River, Saltlick Creek, Sand Fork, Cedar Creek, Leading Creek, Steer Creek, West Fork Little Kanawha River, Spring Creek, Reedy Creek, Hughes River, Walker Creek, Tygart Creek und Worthington Creek.

## Namen
Nach den Angaben im Geographic Names Information System des United States Geological Survey war der Little Kanawha River unter mehreren anderen Namen bekannt:
| - Fishing Creek - Little Canawha River - Little Canhawa River - Little Conaway River - Little Cunnaway River - Little Kanahaway River - Little Kanawha River | - Little Kanahway River - Little Kanawah River - Little Kanhaway River - Little Kanhawey River - Little Kawahwa River - Little Kenawah - Little Kenhawa | - Little Kenhaway - Little Kennaway River - Nau-mis-sip-pia - Newmissipi - O-mom-go-how-ce-pe - O-nim-go-how |